# Крокодил Гена (мультфильм)
«Крокодил Гена» — кукольный мультипликационный фильм, поставленный Романом Качановым по мотивам книги Эдуарда Успенского «Крокодил Гена и его друзья» и выпущенный киностудией «Союзмультфильм» 31 декабря 1969. В этом фильме впервые появились широко известные мультипликационные образы — Крокодил Гена, Чебурашка и старуха Шапокляк.

## Сюжет
Крокодил Гена работает в зоопарке крокодилом. Каждый день вечером он возвращается домой в свою одинокую квартиру. Наконец, ему надоедает играть самому с собой в шахматы, и Гена решает завести себе друзей. На объявления, расклеенные по городу, откликаются звери и люди. Первой приходит девочка Галя с бездомным щенком Тобиком, вслед за ними — неведомый науке зверь Чебурашка, найденный в коробке из-под апельсинов. Пришедший затем лев Чандр признаётся, что у него нет друзей, но щенок Тобик с радостью заявляет, что будет с ним дружить.
Гена и его новые друзья решают построить «Домик друзей». Однако вредная старуха по кличке Шапокляк, известная всему городу своими хулиганскими выходками и не настроенная дружелюбно, желает зло подшутить над дружной компанией. А пока «Домик друзей» строился, все передружились, поэтому он был отдан детскому садику, в котором Чебурашка стал работать игрушкой. Затем приходит старуха Шапокляк, даёт Чебурашке письмо, и он читает: «Я больше не буду! Шапокляк».

## Роли озвучивали
- Василий Ливанов — Крокодил Гена / сторож зоопарка
- Клара Румянова — Чебурашка / котёнок
- Владимир Раутбарт — Шапокляк
- Владимир Кенигсон — продавец апельсинов / директор магазина / рассказчик / лев Чандр / прохожий
- Тамара Дмитриева — девочка Галя / щенок Тобик / жирафа Анюта

## Съёмочная группа
- Авторы сценария: Эдуард Успенский, Роман Качанов
- Режиссёр: Роман Качанов
- Художник-постановщик: Леонид Шварцман
- Оператор: Иосиф Голомб
- Композитор: Михаил Зив
- Звукооператор: Георгий Мартынюк
- Художники-мультипликаторы: Кирилл Малянтович, Майя Бузинова, Павел Петров, Мария Портная
- Художник: Александр Горбачёв
- Монтаж: Лидия Кякшт
- Редактор: Наталия Абрамова
- Куклы и декорации изготовили: Олег Масаинов, Геннадий Лютинский, Лилиана Лютинская, Светлана Знаменская, Семён Этлис, Вера Калашникова, Марина Чеснокова, Екатерина Дарикович, Павел Лесин, Валентин Ладыгин
- под руководством: Романа Гурова
- Директор картины: Натан Битман
- Съёмочная группа приведена по титрам мультфильма.

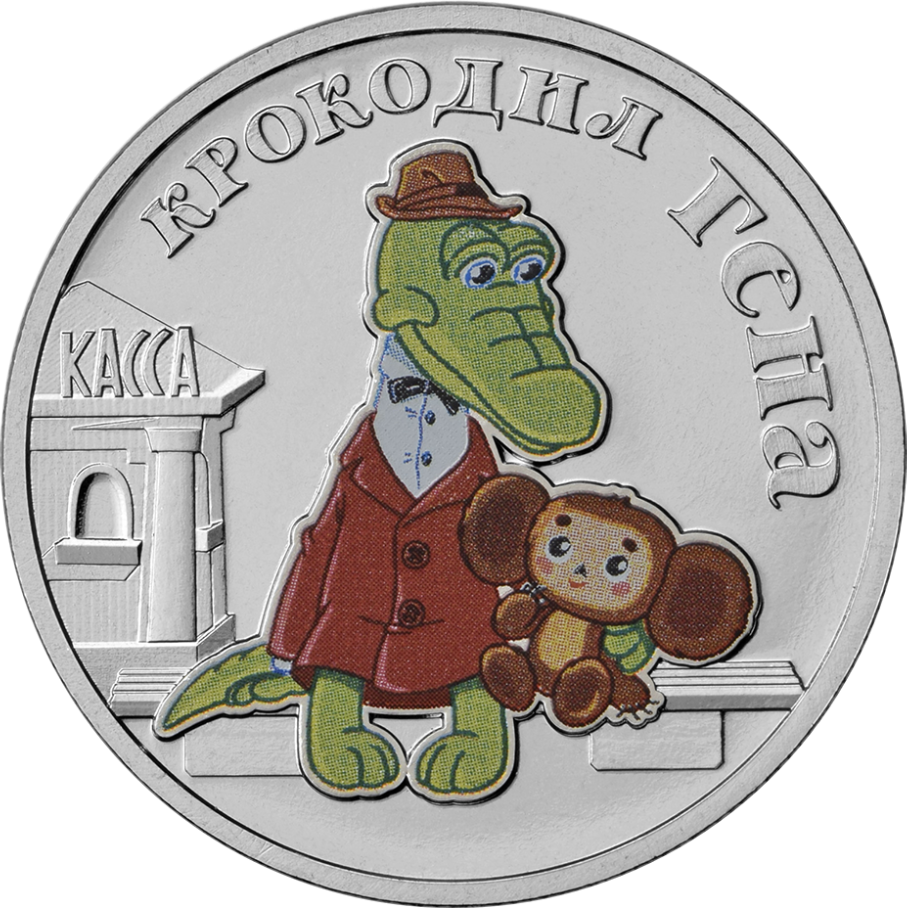
Монета Банка России. 25 рублей, реверс, анциркулейтед. Медно-никелевый сплав. Серия «Российская (советская) мультипликация». «Крокодил Гена» (с цветным лакокрасочным покрытием).

## Песни
В мультфильме звучит «Песня Шапокляк» Михаила Зива на слова Эдуарда Успенского, исполненная Владимиром Раутбартом.

## Признание и влияние

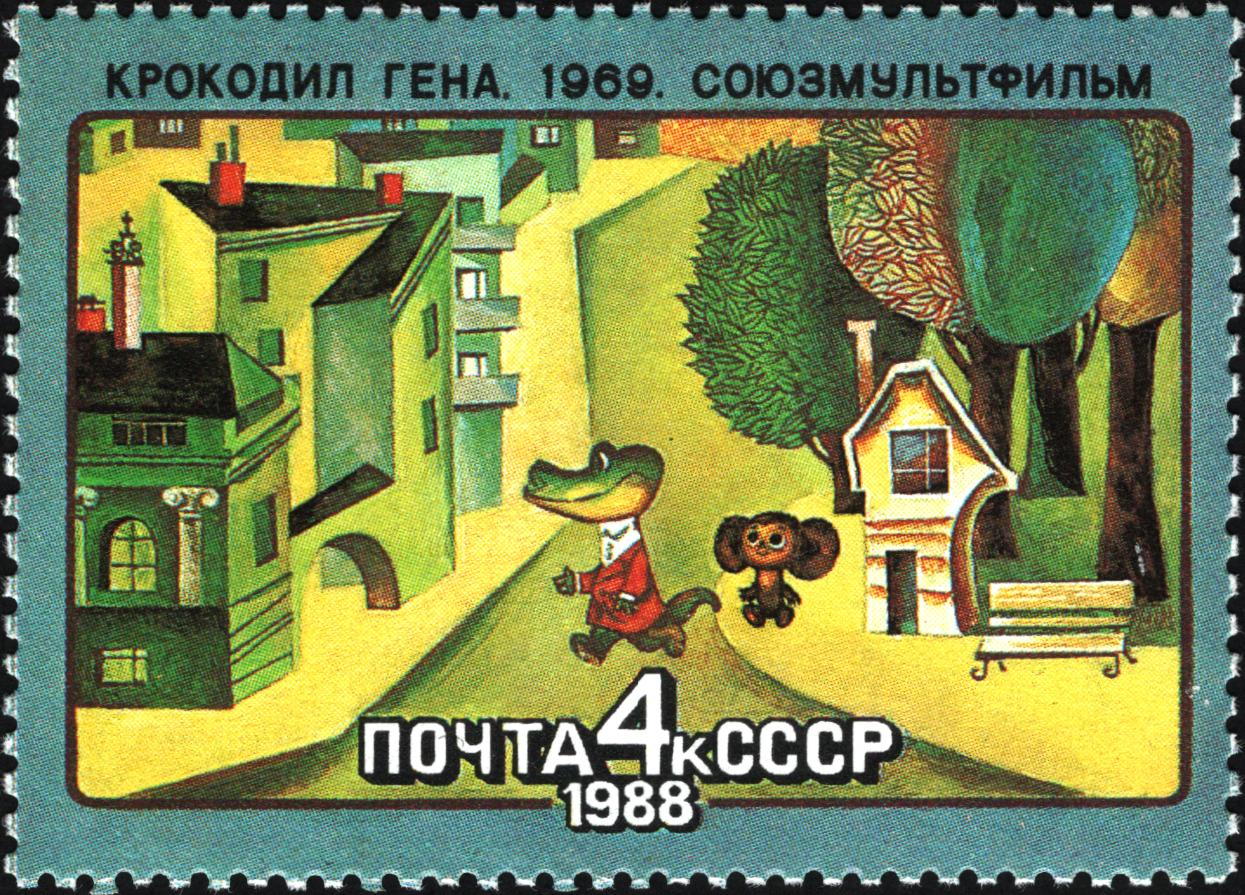
Почтовая марка СССР

Герои фильма обрели широкую известность, став частью российской массовой культуры.
Мультфильму была посвящена почтовая марка, выпущенная в 1988 году Почтой СССР в серии «Из истории советской мультипликации».
24 ноября 2020 года Банк России выпустил в обращение памятные монеты «Крокодил Гена» серии «Российская (советская) мультипликация» серебряную номиналом 3 рубля и из недрагоценных металлов номиналом 25 рублей (в том числе с цветным покрытием).

### В Японии
В мае 2010 года в Японии был представлен мультфильм «Крокодил Гена», максимально аккуратно повторяющий оригинал 1969 года.

Кадр из мультфильма Cheburashka Arere?

«Cheburashka Arere?» (チェブラーシカあれれ？|Тэбура: сика арэрэ?, рус. «Чебурашка кто это?») — японский анимационный телесериал о Чебурашке, транслировавшийся по телеканалу TV Tokyo в сегменте «Nori-Suta 100 %» .
Продолжительность каждой из 26 вышедших серий составила 3 минуты.
Мультсериал был номинирован на премию международного фестиваля анимационных фильмов в Анси в категории телесериалов в 2010 году.